# Alexandr Vasiljevič Višněvskij
Alexandr Vasiljevič Višněvskij rusky Алекса́ндр Васи́льевич Вишне́вский (4. září 1874 Dagestán – 13. listopadu 1948 Moskva) byl dagestánský a sovětský chirurg, tvůrce slavné terapeutické masti, zakladatel dynastie lékařů, řádný člen Akademie lékařských věd SSSR (1946). Laureát Stalinovy ceny druhého stupně (1942).

## Životopis
Narodil se 4. září v roce 1874 v dagestánské vesnici Novoaleksandrovka (nyní vesnice Nižnij Čirjurt v okrese Kiziljurt).
V roce 1899 promoval na lékařské fakultě císařské Kazaňské univerzity. Na Kazaňské univerzitě a v Alexandrovské nemocnici v Kazani poté působil až do roku 1934. Mezitím absolvoval několik pobytů v zahraničí, (především v Německu a Francii) při nichž studoval metody urologického výzkumu, léčby genitourinárního systému a mozkové chirurgie. Při pozorování účinků novokainu na průběh patologických procesů dospěl k závěru, že působí nejen jako anestetikum, ale má také pozitivní vliv na průběh zánětlivého procesu a na hojení ran. Vypracoval vědecký koncept vlivu nervového systému na zánětlivý proces. Na základě toho vytvořil nové metody léčby zánětlivých procesů, hnisavých ran, traumatického šoku (novokainový blok, vagosympatický blok atd.). Kombinace novokainu a olejovo-balzámového obvazu, který vynalezl, poskytla nový způsob léčby zánětlivých procesů u spontánní gangrény dolních končetin, trofických vředů, tromboflebitidy, abscesů, karbunklů a dalších nemocí. V roce 1932 vydal monografii „Místní anestézie metodou plazivého infiltrátu“. Na konci roku 1934 se přestěhoval do Moskvy, kde vedl chirurgickou kliniku Ústředního ústavu pro pokročilá lékařská studia. Když opustil Kazaň, zanechal zde mnoho svých žáků. Z jeho školy vzešlo 18 profesorů. Tři ze čtyř chirurgických kateder Kazaňského státního lékařského ústavu byly vedeny jeho studenty. Dalších pět studentů vedlo chirurgické katedry v jiných městech. Jedním z nejlepších jeho studentů byl jeho syn Alexandr Alexandrovič, který se stal vojenským chirurgem. Na podzim roku 1941 se vrátil do Kazaně, kam byla evakuována chirurgická klinika Všesvazového ústavu experimentální medicíny. V prosinci 1947 byl zvolen řádným členem Akademie lékařských věd SSSR. V roce 1947 byl v Moskvě zřízen Ústav experimentální a klinické chirurgie, jehož se stal ředitelem.
Jeho nové metody úlevy od bolesti a hojení ran jím navržené hrály obrovskou roli ve druhé světové válce, kdy zachránily tisíce sovětských vojáků. Višněvského anestezie se stala jednou z předních metod sovětských chirurgů v operační činnosti a přinesla svému autorovi slávu. Tato metoda dostupná i běžným chirurgům usnadnila pronikání chirurgických zákroků do běžných zdravotnických zařízení. Olejovo-balzámový obvaz (Višněvského balzám), jim navržený v roce 1927, se stále používá  při léčbě ran.
Zemřel 13. listopadu 1948. Byl pohřben v Moskvě na Novoděvičím hřbitově. Jedna z hlavních ulic Kazaně byla v roce 1949 přejmenována na Višněvského ulici.